# Chris Vogt
Chris Vogt (Mayfield, 8 februari 1999) is een Amerikaans basketballer.

## Carrière
Vogt speelde collegebasketbal van 2017 tot 2019 voor de Northern Kentucky Norse. In 2019 maakte hij de overstap naar de Cincinnati Bearcats waar hij ook twee seizoenen speelde. Hij speelde het seizoen 2021/22 bij de Wisconsin Badgers. In 2022 tekende hij zijn eerste profcontract bij de Vienna Timberwolves in de Oostenrijkse competitie. In de zomer van 2023 tekende hij een contract bij de Belgische eersteklasser Leuven Bears. Midden november 2023 vertrok hij bij Leuven. Hij tekende begin januari 2024 een contract bij de Tsjechische eersteklasser BK Olomoucko.